# 卫念祖
卫念祖（1916年—？），男，四川梓潼人，中国数学家，曾任云南大学数学系系主任、教授，中国数学会理事。